# Vadas Márton (pártmunkás)
Vadas Márton (Kolozsvár, 1900. február 4. – Budapest, 1920. február 20.) pártmunkás.

## Élete
Három testvére volt: Helén, Andor és Sára. Korán megárvultak, így Márton munkát vállalt a Gyapjúközpontban, hogy testvérei tanulhassanak. 1917-től kezdve a Galilei Körnek, létrejöttétől a KMP-nek is tagja volt. A proletárdiktatúra alatt belépett a Vörös Hadseregbe, és politikai biztosként Szolnokon harcolt az intervenciós csapatok ellen, illetve a közélelmezés szervezésével foglalkozott. Működött a KIMSZ-ben is, az 1919. június 20. és 22. között tartott kongresszuson küldött volt, s tagja volt a VIII. kerület munkástanácsnak. A kommün bukását követően fivérével Vadas Andorral Bécsbe emigrált. Saját kérésére a KMP megbízásából testvérével - akit ő vont be a munkába - visszatért Magyarországra, ahol azonban 1920 januárjában elfogták, több héten át kínozták, majd Kelenföldön meggyilkolták őket. Holttestüket Mészáros Gáboréval a Dunába dobták.

## Emlékezete
Szegeden utca viseli nevét. A MÜM 26. Sz. Ipari Szakmunkásképző Intézet egy időben az ő nevét viselte.